# Костомар (Павлодарская область)
Костомар (каз. Қостомар) — упразднённое село в Иртышском районе Павлодарской области Казахстана. Входило в состав Иса Байзаковского сельского округа. Код КАТО — 554639300. Ликвидировано в 2015 г.

## Население
В 1999 году население села составляло 234 человека (115 мужчин и 119 женщин). По данным переписи 2009 года, в селе проживало 71 человек (33 мужчины и 38 женщин).